# Teruhito Nakagawa
Teruhito Nakagawa (født 27. juli 1992) er en japansk fodboldspiller.
Han har spillet for flere forskellige klubber i sin karriere, herunder Yokohama F. Marinos, FC Machida Zelvia og Avispa Fukuoka.